# Benjamin W. Leigh

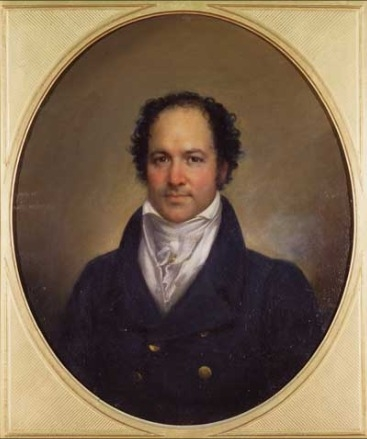
Benjamin Watkins Leigh

Benjamin Watkins Leigh, född 18 juni 1781 i Chesterfield County, Virginia, död 2 februari 1849 i Richmond, Virginia, var en amerikansk politiker. Han representerade delstaten Virginia i USA:s senat 1834-1836.
Leigh utexaminerades 1802 från The College of William & Mary. Han studerade sedan juridik och inledde sin karriär som advokat i Virginia. Han deltog i 1812 års krig.
Senator William Cabell Rives avgick 1834 och efterträddes av Leigh som gick med i det nya whigpartiet. Leigh omvaldes 1835 till en hel mandatperiod men han avgick redan 1836 och efterträddes av Richard E. Parker.
Leigh avled 1849 och gravsattes på Shockoe Cemetery i Richmond.